# Стійкість (гірнича справа)
Стійкість  - у гірничій справі: 
1. здатність машини, комплексу чи аґреґату зберігати початковий напрямок руху, режим роботи, первісний стан рівноваги тощо при дії на них зовнішніх сил;
2. здатність гірських порід зберігати рівновагу протягом тривалого часу.

Наприклад:
- - Стійкість борта кар'єру – здатність гірських порід, що складають борт кар'єру, зберігати рівновагу протягом тривалого часу.
- - Стійкість відвалу – здатність гірських порід, що укладені у відвал, зберігати рівновагу протягом тривалого часу.
- - Стійкість уступу – здатність гірських порід, що складають уступ, зберігати рівновагу протягом тривалого часу.

## Стійкість гірничої виробки
Здатність гірничої виробки зберігати задані розміри та форму протягом усього часу експлуатації.